# Sessions (Fred Neil)
Sessions è un album discografico di Fred Neil, pubblicato dall'etichetta discografica Capitol Records nel gennaio 1968.

## Tracce
Lato A
1. Felicity (Take 5) – 2:10 (Fred Neil)
2. Please Send Me Someone to Love (Take 2) – 3:33 (Percy Mayfield)
3. Merry Go Round (Take 1) – 5:40 (Fred Neil)
4. Look Over Yonder (Take 1) – 8:00 (Fred Neil)

Durata totale: 19:23
Lato B
1. Fools Are a Long Time Coming (Take 1) – 5:10 (Herb Metoyer)
2. Looks Like Rain (Take 1 / Take 2) – 7:10 (Fred Neil)
3. Roll on Rosie (Take 1) – 8:20 (Fred Neil)

Durata totale: 20:40

## Musicisti
- Fred Neil - voce, chitarra
- Cyrus Faryar - chitarra
- Bruce Langhorn - chitarra
- Eric Glen Hord - chitarra
- Peter O. Childs - chitarra
- James E. Bond Jr. - basso